# Hospital Monte Klinikum
O Hospital Monte Klinikum, localizado em Fortaleza-CE, iniciou suas atividades em 1991. Possui emergência cardiológica, neurológica e traumatológica, 03 UTIs (sendo 01 cardiológica) e unidade de transplante (renal e medula). Com estrutura totalmente climatizada, todos os apartamentos contam com serviço de TV por assinatura e têm capacidade de serem convertidos em uma UTI.  O hospital é excelência nos serviços de cardiologia, neurologia, oncologia, cirurgia torácica, abdominal, urológica, e traumato-ortopédica. Destaca-se o pioneirismo na região norte-nordeste em cirurgia robótica. Sua estrutura de atendimento é formada por 5 salas de cirurgias, serviço completo de imagem, hemodinâmica 24 horas, centro endoscópico moderno, estomaterapia, CCIH, além de outros serviços. O Hospital foi adquirido pela rede Amil e encontra-se em regime de expansão.